# Kawanishi, Niigata
Kawanishi (川西町 Kawanishi-machi?) a fost un oraș în Japonia, în districtul Nakauonuma al prefecturii Niigata.